# (4635) Rimbaud
(4635) Rimbaud es un asteroide perteneciente al cinturón de asteroides, descubierto el 21 de enero de 1988 por Eric Walter Elst desde el Observatorio de la Alta Provenza, Saint-Michel-l'Observatoire, Francia.

## Designación y nombre
Designado provisionalmente como 1988 BJ1. Fue nombrado Rimbaud en honor al poeta francés Arthur Rimbaud con motivo del centenario de su muerte. A la edad de 17 años ya era conocido por sus obras "Dormeur du Val" y "El barco ebrio" (Le Bateau ivre), este último, junto con "Voyelles", siendo probablemente su obra más famosa. En el año 1872 viajó con Paul Verlaine a Inglaterra y Bélgica, su relación de amantes termina con dos disparos en la muñeca realizados por Verlaine a Rimbaud. En el año 1873 Rimbaud publicó "Une Saison en Enfer", una obra autobiográfica y psicológica. Después de "Iluminaciones" (Illuminations), escrito a la edad de 19 años y publicados por Verlaine solo en 1886, no queda nada de la obra de este gran poeta.

## Características orbitales
Rimbaud está situado a una distancia media del Sol de 2,469 ua, pudiendo alejarse hasta 2,839 ua y acercarse hasta 2,099 ua. Su excentricidad es 0,149 y la inclinación orbital 5,340 grados. Emplea 1417 días en completar una órbita alrededor del Sol.

## Características físicas
La magnitud absoluta de Rimbaud es 12,9.